# ماسسانس
ماسسانس (به اسپانیایی: Massanes, Catalonia) یک شهرستان در اسپانیا است که در خرنا واقع شده‌است.

## خصوصیات
ماسسانس ۲۶٫۰۶ کیلومترمربع مساحت و ۶۹۳ نفر جمعیت دارد و ۱۶۴ متر بالاتر از سطح دریا واقع شده‌است.